# Laço do cisne
Visão em ultravioleta
Laço do Cisne ou (Cygnus Loop) é um remanescente de supernova na constelação de Cisne, que esquenta as nuvens gasosas em seu trajeto e provoca emissões luminosas e de ultravioleta. A distância aproximada da Terra é de 2.500 anos-luz.